# Rheinenergiestadion
Das Rheinenergiestadion (Eigenschreibweise RheinEnergieSTADION), ehemals und im Sprachgebrauch weiterhin Müngersdorfer Stadion, ist ein Fußballstadion im Kölner Stadtteil Müngersdorf und Spielstätte des 1. FC Köln. Durch einen Sponsorenvertrag trägt es seit 2004 den Namen des Kölner Energieversorgers Rheinenergie.

## Geschichte
Mit dem im Versailler Vertrag vereinbarten Wegfall der Festungsanlagen nach dem Ersten Weltkrieg verfügte die Stadt Köln über einen breiten, weitgehend ungenutzten Streifen Land am linksrheinischen Stadtrand, der einer neuen Nutzung zugeführt werden konnte. Der damalige Kölner Oberbürgermeister Konrad Adenauer, auf dessen Initiative auch die Wiedergründung der Universität zu Köln, die KölnMesse und die Ansiedlung der Fordwerke zurückzuführen sind, trieb die Umwandlung des Geländes zu einem Grüngürtel voran. Etwa in der Mitte dieses Grüngürtels im Stadtteil Müngersdorf sollte ein großes Sportzentrum entstehen. Die Idee war, den Kölnern einerseits ein Angebot an Freizeit- und Sportflächen zu bieten und andererseits ein modernes Stadion bereitzustellen.
Ab 1920 begann die Stadt auf Initiative Adenauers mit den Verhandlungen zum Erwerb größerer Grundstücksflächen von Privatpersonen und auch von der Gemeinde Weiden-Lövenich an der Aachener Straße für den geplanten „Sportpark Müngersdorf“, am 22. September 1921 beschloss der Rat der Stadt Köln den Stadionbau für 15,4 Millionen Reichsmark; schon im Oktober 1921 war Baubeginn. Geplant wurden auf dem 80 Hektar großen Areal neben der Hauptkampfbahn mit etwa 80.000 Zuschauerplätzen zwei kleinere Stadien (Ost- und Westkampfbahn), eine Radrennbahn, ein Freibad sowie Tennis- und Hockeyplätze und ein Bereich für Schwerathletik. Auch wurde eine Haltestellenanlage nebst Abstellgleisen für die Straßenbahn errichtet. Die Anlagen waren bei der feierlichen Eröffnung am 16. September 1923 noch nicht komplettiert. Der „Sportpark Müngersdorf“ war die größte deutsche Sportanlage bis zum Bau des Berliner Olympiastadions im Jahre 1936.

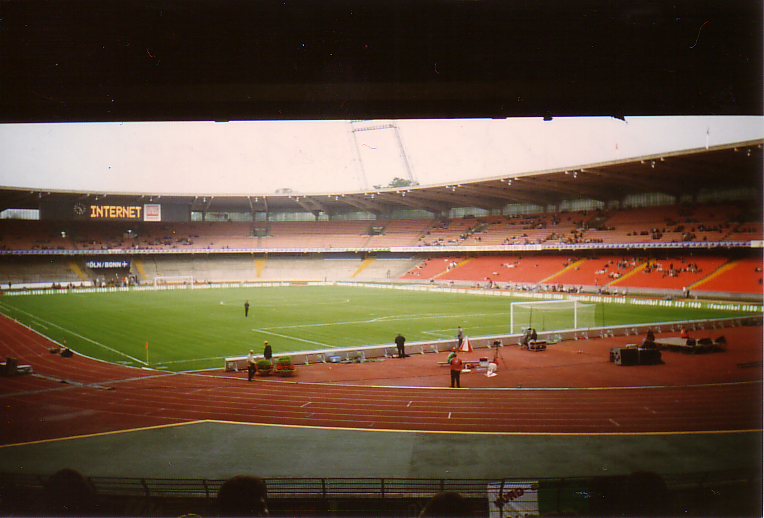
Das zweite Müngersdorfer Stadion (1975–2001)

Zur Fußball-Weltmeisterschaft 1974 war ein Neubau an gleicher Stelle geplant. Bereits in der Bauplanung zeigte sich, dass die projektierten Baukosten zu hoch ausfielen, so dass Köln nicht Austragungsort der WM wurde. (Stattdessen baute man in Dortmund das Westfalenstadion). Für den Kölner Profifußball war die Übergangszeit eine besonders prekäre Situation, da in der Bundesliga-Saison 1973/74 mit dem 1. FC Köln und dem SC Fortuna Köln zwei Kölner Vereine in der höchsten deutschen Spielklasse vertreten waren, die in dieser Spielzeit ihre Spiele in der Müngersdorfer Radrennbahn austragen mussten. Der dann in etwas kostengünstigerer Form für 45 Millionen DM errichtete Neubau mit 61.000 Zuschauerplätzen wurde am 12. November 1975 mit einem Fußballspiel zwischen den Ortsrivalen 1. FC Köln und Fortuna Köln (3:0) eröffnet. Gleichzeitig bauten die Kölner Verkehrs-Betriebe für sieben Millionen DM den Bahnhof für die Stadtbahn Köln neu. Während der Fußball-Europameisterschaft 1988 wurden zwei Spiele in Müngersdorf ausgetragen.

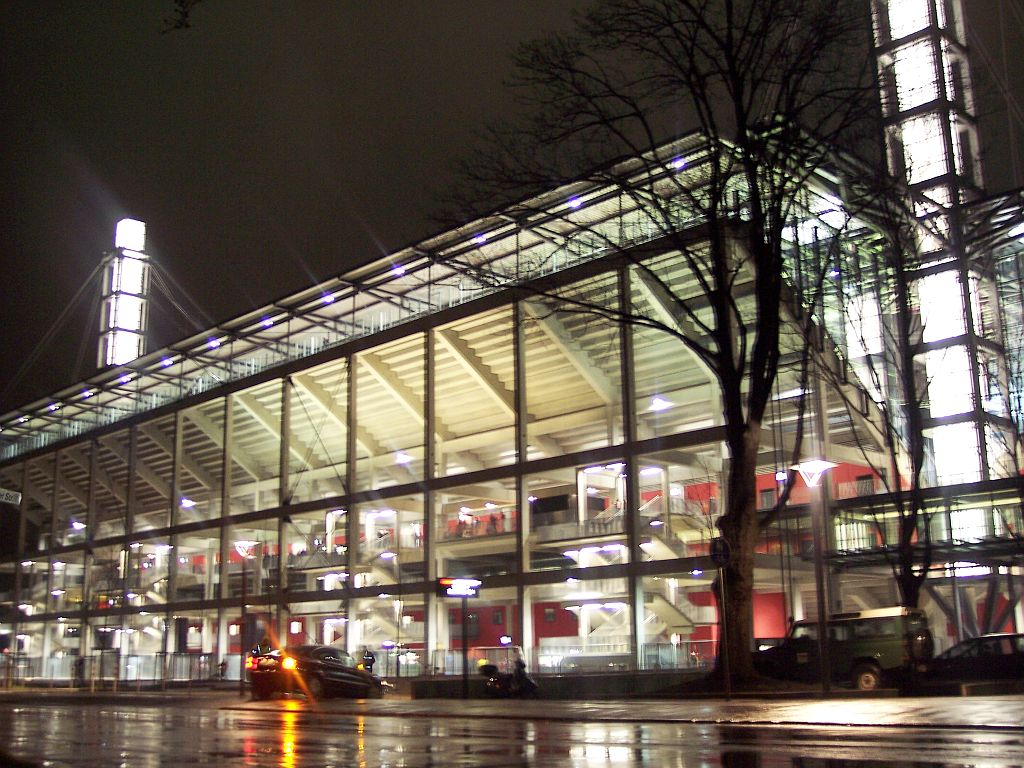
Blick auf das RheinEnergieStadion Köln

Für die Fußball-Weltmeisterschaft 2006 plante die Stadt Köln ein neues Stadion, da das alte nicht mehr den FIFA-Bestimmungen entsprach. Der erste Spatenstich für das neue, reine Fußballstadion erfolgte am 20. Dezember 2001. Nach einer Bauzeit von 30 Monaten und Baukosten von 117,5 Millionen Euro eröffnete das neue, WM-taugliche Stadion mit der Freigabe der letzten Tribüne am 31. Januar 2004. Das Stadion fasst 50.000 Zuschauer (davon 41.825 Sitzplätze und 8.175 Stehplätze), nach internationalen Regeln 46.195. Dieses Mal wurde das Stadion in Etappen neu errichtet, so dass ein Umzug des 1. FC Köln während der Bauzeit nicht nötig war; allerdings war die Zuschauerkapazität zwei Jahre lang eingeschränkt. Eigentümer und Betreiber ist die Kölner Sportstätten GmbH.
Das Stadion war dann auch 2006 einer der zwölf Austragungsorte der Fußball-Weltmeisterschaft in Deutschland. Während des Turniers wurden ein Achtelfinale und vier Vorrundenspiele im „FIFA WM-Stadion Köln“ ausgetragen, nachdem auch schon 2005 während des Konföderationen-Pokals drei Vorrundenspiele ausgetragen worden waren.
Da das Stadion bei Spielen des 1. FC Kölns meist ausverkauft ist, erwog der Verein bis zum Jahr 2017 einen Ausbau auf bis zu 75.000 Plätze. Eine vom Verein in Auftrag gegebene Machbarkeitsstudie ergab jedoch, dass ein Ausbau zwar machbar, aber nicht wirtschaftlich sinnvoll ist. Stattdessen wird lediglich eine Modernisierung in Erwägung gezogen.
Zur Fußball-Europameisterschaft 2024 ist eine Modifizierung für den Oberrang geplant, welche zusätzliche Sitzplätze bei der EM 2024 und internationalen Spielen ermöglicht. Die Kapazität erhöht sich damit auf 49.827.
Im April 2024 verlängerten der 1. FC Köln und die Kölner Sportstätten GmbH den bis Sommer des Jahres laufenden Mietvertrag um zehn Jahre bis 2034.

## Nutzung
Die Anlage wird überwiegend vom 1. FC Köln für die Spiele seiner Fußball-Profimannschaft genutzt. Ab dem Jahr 1926 spielte die SpVgg Sülz 07, einer der beiden Vorgängervereine (der andere ist der Kölner BC) bereits in der Müngersdorfer Radrennbahn.

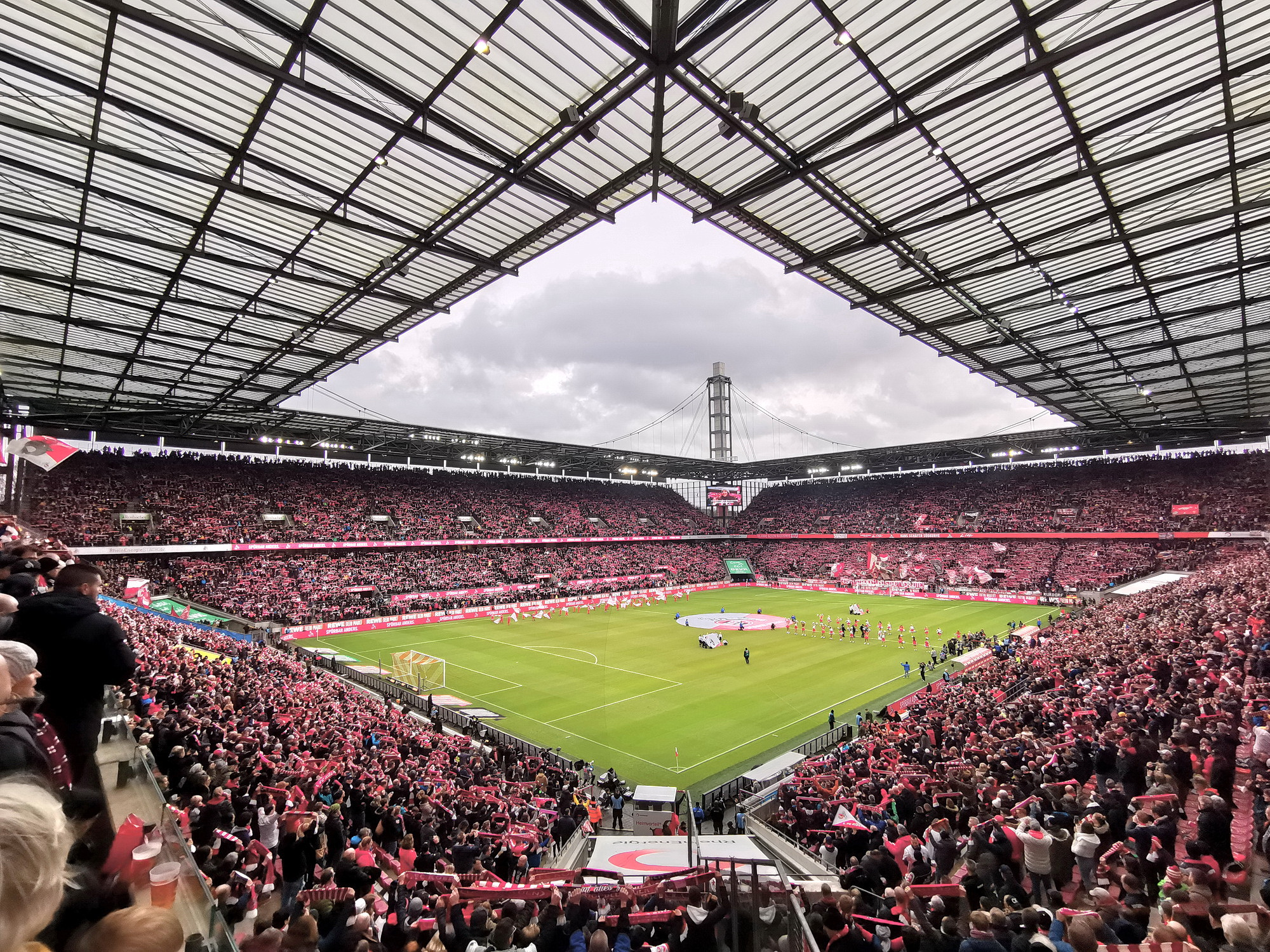
Rheinenergiestadion bei einem Bundesligaspiel im Jahr 2020

Von 1967 bis 1978 trug der SC Fortuna Köln seine Heimspiele hier aus, ehe man ins Südstadion wechselte. In den sechziger Jahren spielte mit Viktoria Köln eine weitere Kölner Mannschaft in der Radrennbahn. Auch während der Bauzeit des 1975 eröffneten Stadions fanden die Spiele des 1. FC Köln dort statt. 1983 erlebte das Müngersdorfer Stadion mit dem DFB-Pokalfinale zwischen dem 1. FC Köln und dem SC Fortuna Köln ein Kölner Endspiel, das der FC mit 1:0 gewann. International wurde die Fußballarena – neben dem FC – von verschiedenen Vereinen der Umgebung als (Ausweich-)Heimspielstätte in europäischen Pokalwettbewerben genutzt, so in den 1980er-Jahren durch Bayer 04 Leverkusen und in der Saison 2004/05 für die Heimspiele im UEFA-Pokal des damaligen Fußball-Zweitligisten Alemannia Aachen. Von 2004 bis 2007 wurde im Rheinenergiestadion auch American Football gespielt. Die Mannschaft von Cologne Centurions trug hier ihre Heimspiele in der NFL Europe (im Jahr 2007: NFL Europa) aus.
Im Juni 2005 fanden drei Spiele des FIFA-Konföderationen-Pokal 2005 im Stadion statt. Das Stadion bot 40.590 Sitzplätze. Die Vorrundenspiele Argentinien gegen Tunesien, Deutschland gegen Tunesien und Brasilien gegen Japan fanden hier statt. Im Rahmen des XX. Weltjugendtages in Köln fand am 16. August 2005 im Rheinenergiestadion der Eröffnungsgottesdienst mit Joachim Kardinal Meisner statt. Unterhalb der Nordtribüne des Stadions befindet sich das FC-Museum, in dem die Geschichte des 1. FC Köln präsentiert wird. Am 5. August 2007 fand im Stadion die zweite Auflage des Türkischen Supercups statt, den Fenerbahçe Istanbul 2:1 gegen Beşiktaş Istanbul gewann. Das Stadion wurde 2005 vom IOC (Internationales Olympisches Komitee) und der Internationalen Vereinigung Sport- und Freizeiteinrichtungen e. V. mit einer Bronzemedaille ausgezeichnet – als eine der besten Sportstätten weltweit. Beteiligt an diesem Wettbewerb hatten sich insgesamt 93 Stadien und Sportstätten aus 25 Ländern.
Seit 2010 findet das DFB-Pokal-Endspiel der Frauen im Kölner Stadion statt. Im Mai 2012 unterschrieben der DFB und die Stadt Köln einen Vertrag über den Verbleib des Pokalfinales in Köln bis mindestens 2015. Im Januar 2018 vereinbarten der DFB und die Stadt Köln, dass das Frauen-Pokalfinale bis mindestens 2020 in der Stadt bleiben wird. Am 19. Juni 2020 entschied der DFB, dass das Frauen-Endspiel bis mindestens 2023 im Kölner Stadion verbleibt.  Ende Juli 2022 wurde bekannt, dass das Finale der Frauen bis mindestens 2025 in Köln stattfindet. Die Stadt wie auch der DFB nutzen die ausgehandelte Option der automatischen Vertragsverlängerung.
2010 fanden außerdem die Eröffnungs- und Abschlusszeremonie der Gay Games im Stadion statt.

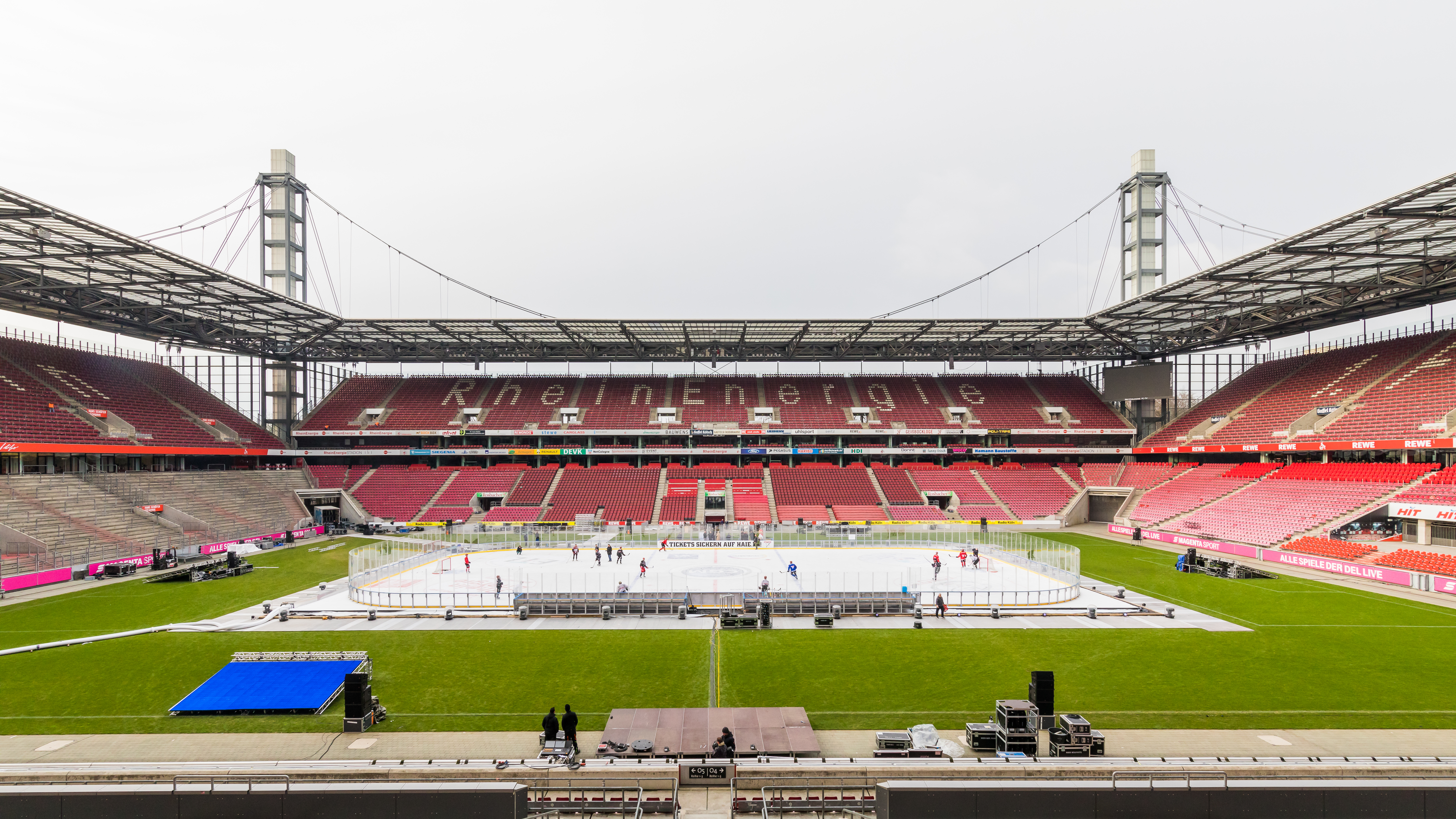
Training der Kölner Haie beim DEL Winter Game 2019

Das DEL Winter Game wurde 2019 und 2022 im Kölner Stadion ausgetragen. Am 12. Januar 2019 sahen 47.011 Zuschauer das Derby der Kölner Haie gegen die Düsseldorfer EG, das die Düsseldorfer mit 2:3 n. V. für sich entschieden. Das zweite Kölner Winter Game war für Januar 2021 geplant, wurde aber wegen der COVID-19-Pandemie zweimal verschoben und am 3. Dezember 2022 ausgetragen. 40.163 Zuschauer sahen einen Sieg der Kölner Haie gegen die Adler Mannheim. Im Anschluss fanden am 22. Dezember 2022 und am 8. Januar 2023 noch zwei weitere Ligaspiele der Kölner Haie im Stadion statt, die als Cologne Stadium Series vermarktet wurden. Zu diesen erschienen 14.352 bzw. 14.915 Zuschauer.
Das Kölner Stadion war im August 2020 einer von vier Austragungsorten des Finalturniers der UEFA Europa League 2019/20, hier wurden das Viertelfinalspiel zwischen Manchester United und dem FC Kopenhagen (1:0 n. V.), das Halbfinalspiel zwischen dem FC Sevilla und Manchester United (2:1) sowie das Endspiel zwischen dem FC Sevilla und Inter Mailand (3:2) ausgetragen.
Seit 2005 gaben nationale und internationale Stars im Rheinenergiestadion schon viele Konzerte. Neben den Großveranstaltungen (Fußball, Konzerte etc.) finden jährlich auch eine Vielzahl von Firmenveranstaltungen (Meetings, Kongresse, Tagungen, Firmenfeiern etc.) in den Business-Bereichen des Stadions statt.

### Weitere Gebäude und Anlagen
Das Stadion ist von anderen Sportanlagen umgeben: Eine Radrennbahn (das Albert-Richter-Radstadion), mehrere Fußballplätze, davon einer mit Tartanbahn, ein Freibad, das bis zum Sommer 2011 renoviert und durch ein Hallenbad ergänzt wurde, ferner das Trainingsgelände des ASV Köln (Leichtathletik) und die Hockey- und Tennisplätze von Rot-Weiß Köln. Auf der gegenüberliegenden Seite der Aachener Straße befand sich zudem noch ein Reitstadion, welches zu einem Baseballplatz umgebaut wurde. Dort wurde im Jahr 2001 die Baseball-Europameisterschaft ausgetragen. Westlich angrenzend befindet sich das Gelände der 1947 gegründeten und seit 1960 hier residierenden Deutschen Sporthochschule. Die mittlerweile denkmalgeschützten Bauten vor dem Stadion boten anfänglich nicht nur Raum für die nötigen Umkleidekabinen, sondern ebenso für eine Turnhalle und ein kleines Hallenbad.
Ergänzt wird das Ensemble durch ein großzügiges Umfeld an Grünflächen vor und hinter dem Stadion: Die etwa 5 ha großen „Vorwiesen“ zwischen der Aachener Straße und dem Stadion und die etwa 8 ha große „Jahnwiese“ südlich des Stadions, die für Fußballspiele und Open-Air-Konzerte genutzt werden.

### Konföderationen-Pokal 2005
Das Stadion war Spielort beim FIFA-Konföderationen-Pokal 2005. Während des Confed-Cups wurde das Stadion ohne seinen Sponsorennamen genannt und hieß, wie bei der WM ein Jahr später, „FIFA WM-Stadion Köln“, das Fassungsvermögen betrug dabei 40.590 Zuschauer.
Folgende Partien fanden während des Confed-Cups 2005 in Köln statt:
|                                 |   |             |           |
| 15. Juni um 18:00 Uhr, Gruppe A |   |             |           |
| Argentinien                     | – | Tunesien    | 2:1 (1:0) |
| 18. Juni um 18:00 Uhr, Gruppe A |   |             |           |
| Tunesien                        | – | Deutschland | 0:3 (0:0) |
| 22. Juni um 20:45 Uhr, Gruppe B |   |             |           |
| Japan                           | – | Brasilien   | 2:2 (1:2) |

### Fußball-Weltmeisterschaft 2006
Das Stadion war Spielort bei der Fußball-Weltmeisterschaft 2006. Während der WM wurde das Stadion ohne seinen Sponsorennamen genannt und hieß „FIFA WM-Stadion Köln“, das Fassungsvermögen betrug dabei 45.000 Zuschauer.
Folgende Partien fanden während der WM 2006 in Köln statt:
|                                             |   |            |                      |
| So, 11. Juni 2006 um 21:00 Uhr Gruppe D     |   |            |                      |
| Portugal                                    | – | Angola     | 1:0 (1:0)            |
| Sa, 17. Juni 2006 um 18:00 Uhr Gruppe E     |   |            |                      |
| Tschechien                                  | – | Ghana      | 0:2 (0:1)            |
| Di, 20. Juni 2006 um 21:00 Uhr Gruppe B     |   |            |                      |
| Schweden                                    | – | England    | 2:2 (0:1)            |
| Fr, 23. Juni 2006 um 21:00 Uhr Gruppe G     |   |            |                      |
| Togo                                        | – | Frankreich | 0:2 (0:0)            |
| Mo, 26. Juni 2006 um 21:00 Uhr Achtelfinale |   |            |                      |
| Schweiz                                     | – | Ukraine    | 0:0 n. V., 0:3 i. E. |

### Spiele der deutschen Fußballnationalmannschaft
Die deutsche Fußballnationalmannschaft trat bisher zu folgenden Begegnungen im Stadion an:
|                                                |   |                    |     |
| 20. November 1927, Freundschaftsspiel          |   |                    |     |
| Deutsches Reich                                | – | Niederlande        | 2:2 |
| 23. Juni 1929, Freundschaftsspiel              |   |                    |     |
| Deutsches Reich                                | – | Schweden           | 3:0 |
| 12. Mai 1935, Freundschaftsspiel               |   |                    |     |
| Deutsches Reich                                | – | Spanien            | 1:2 |
| 6. Februar 1938, Freundschaftsspiel            |   |                    |     |
| Deutsches Reich                                | – | Schweiz            | 1:1 |
| 6. April 1941, Freundschaftsspiel              |   |                    |     |
| Deutsches Reich                                | – | Ungarn             | 7:0 |
| 4. Mai 1952, Freundschaftsspiel                |   |                    |     |
| BR Deutschland                                 | – | Irland             | 3:0 |
| 22. März 1953, Freundschaftsspiel              |   |                    |     |
| BR Deutschland                                 | – | Österreich         | 0:0 |
| 23. Dezember 1956, Freundschaftsspiel          |   |                    |     |
| BR Deutschland                                 | – | Belgien            | 4:1 |
| 21. Oktober 1959, Freundschaftsspiel           |   |                    |     |
| BR Deutschland                                 | – | Niederlande        | 7:0 |
| 19. November 1966, Freundschaftsspiel          |   |                    |     |
| BR Deutschland                                 | – | Norwegen           | 3:0 |
| 17. Oktober 1970, EM-Qualifikation             |   |                    |     |
| BR Deutschland                                 | – | Türkei             | 1:1 |
| 27. April 1977, Freundschaftsspiel             |   |                    |     |
| BR Deutschland                                 | – | Nordirland         | 5:0 |
| 17. Oktober 1979, EM-Qualifikation             |   |                    |     |
| BR Deutschland                                 | – | Wales              | 5:1 |
| 14. April 1982, Freundschaftsspiel             |   |                    |     |
| BR Deutschland                                 | – | Tschechoslowakei   | 2:1 |
| 17. Oktober 1984, WM-Qualifikation             |   |                    |     |
| BR Deutschland                                 | – | Schweden           | 2:0 |
| 18. April 1987, Freundschaftsspiel             |   |                    |     |
| BR Deutschland                                 | – | Italien            | 0:0 |
| 15. November 1989, WM-Qualifikation            |   |                    |     |
| BR Deutschland                                 | – | Wales              | 2:1 |
| 17. November 1993, Freundschaftsspiel          |   |                    |     |
| Deutschland                                    | – | Brasilien          | 2:1 |
| 22. April 1998, Freundschaftsspiel             |   |                    |     |
| Deutschland                                    | – | Nigeria            | 1:0 |
| 31. März 2004, Freundschaftsspiel              |   |                    |     |
| Deutschland                                    | – | Belgien            | 3:0 |
| 18. Juni 2005, FIFA-Konföderationen-Pokal 2005 |   |                    |     |
| Tunesien                                       | – | Deutschland        | 0:3 |
| 12. September 2007, Freundschaftsspiel         |   |                    |     |
| Deutschland                                    | – | Rumänien           | 3:1 |
| 7. September 2010, EM-Qualifikation            |   |                    |     |
| Deutschland                                    | – | Aserbaidschan      | 6:1 |
| 11. Oktober 2013, WM-Qualifikation             |   |                    |     |
| Deutschland                                    | – | Irland             | 3:0 |
| 10. Juni 2015, Freundschaftsspiel              |   |                    |     |
| Deutschland                                    | – | Vereinigte Staaten | 1:2 |
| 14. November 2017, Freundschaftsspiel          |   |                    |     |
| Deutschland                                    | – | Frankreich         | 2:2 |
| 7. Oktober 2020, Freundschaftsspiel            |   |                    |     |
| Deutschland                                    | – | Türkei             | 3:3 |
| 13. Oktober 2020, UEFA Nations League 2020/21  |   |                    |     |
| Deutschland                                    | – | Schweiz            | 3:3 |
| 28. März 2023, Freundschaftsspiel              |   |                    |     |
| Deutschland                                    | – | Belgien            | 2:3 |
| 7. September 2025, WM-Qualifikation            |   |                    |     |
| Deutschland                                    | – | Nordirland         | -:- |

### Leichtathletikveranstaltungen
Da die beiden Vorgängerbauten des heutigen Stadions keine reinen Fußballstadien, sondern Mehrzweckstadien waren, gab es auch große Leichtathletikveranstaltungen in Müngersdorf. Bekannt waren die Sportfeste des ASV Köln, welche von 1934 bis 1999 fast jährlich stattfanden.
Auch wurden die Deutschen Leichtathletik-Meisterschaften 1933, 1947, 1978 und 1996 im Müngersdorfer Stadion ausgetragen.

### Konzerte
Das Stadion wird außerdem als Veranstaltungsort für Großkonzerte genutzt. Im alten Müngersdorfer Stadion traten auf: The Rolling Stones, Tina Turner, Guns N’ Roses, Dire Straits, Pink Floyd, AC/DC, U2, Die Toten Hosen, BAP, Peter Maffay, Michael Jackson, Simply Red, Genesis, Bon Jovi, ZZ Top, Simple Minds, Bryan Adams, Supertramp, Marillion, Marius Müller-Westernhagen, Aerosmith, Robbie Williams, Wolfgang Petry und Queen, J. Geils Band.
Im neuen Stadion spielten unter anderem Phil Collins (Juni 2004, Juni 2019), Bläck Fööss, Brings, Wise Guys, Höhner (September 2004), Queen + Paul Rodgers (Juli 2005), The Rolling Stones (Juli 2006), Die Ärzte (in der Silvesternacht 2006, Juni 2013 und Juni 2022), Herbert Grönemeyer (Juni 2007, Juni 2011), AC/DC (Mai 2009), Die Fantastischen Vier und Clueso (in der Silvesternacht 2009), Pink (Mai 2010, Juli 2023), Brings (Juli 2011, Juni 2016), Bruce Springsteen (Mai 2012), Unheilig (Juli 2012, September 2016), Coldplay (September 2012), Bon Jovi (Juni 2013), Die Toten Hosen (Juni 2013, Juni 2022), Helene Fischer (Juni 2015), Queen + Adam Lambert (Mai 2016), Rihanna (Juli 2016), Depeche Mode (Juni 2017), Beyoncé mit Jay-Z (Juli 2018), Metallica (Juni 2019), die Red Hot Chili Peppers (Juli 2022) und AnnenMayKantereit (September 2023).

## Galerie

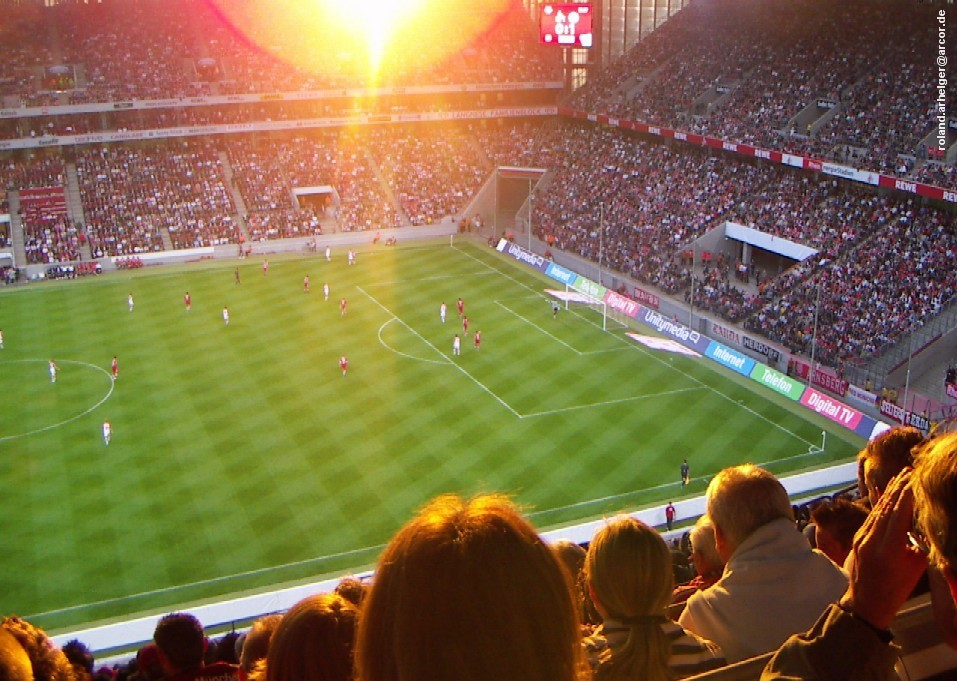
Abendsonne im Stadion am 31. Juli 2007 (Freundschaftsspiel 1. FC Köln gegen Bayern München)
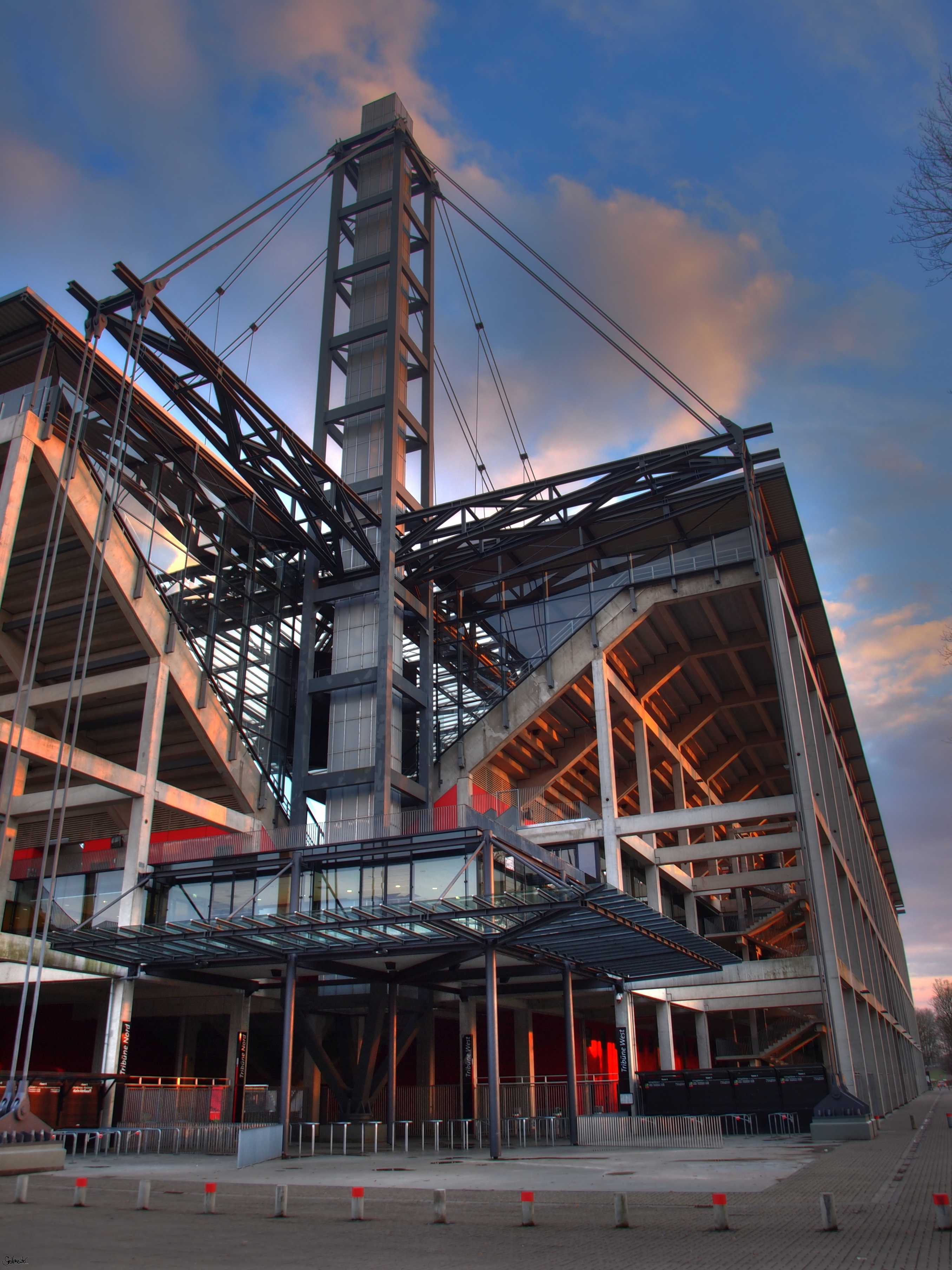
Nordwestlicher Eckpfeiler
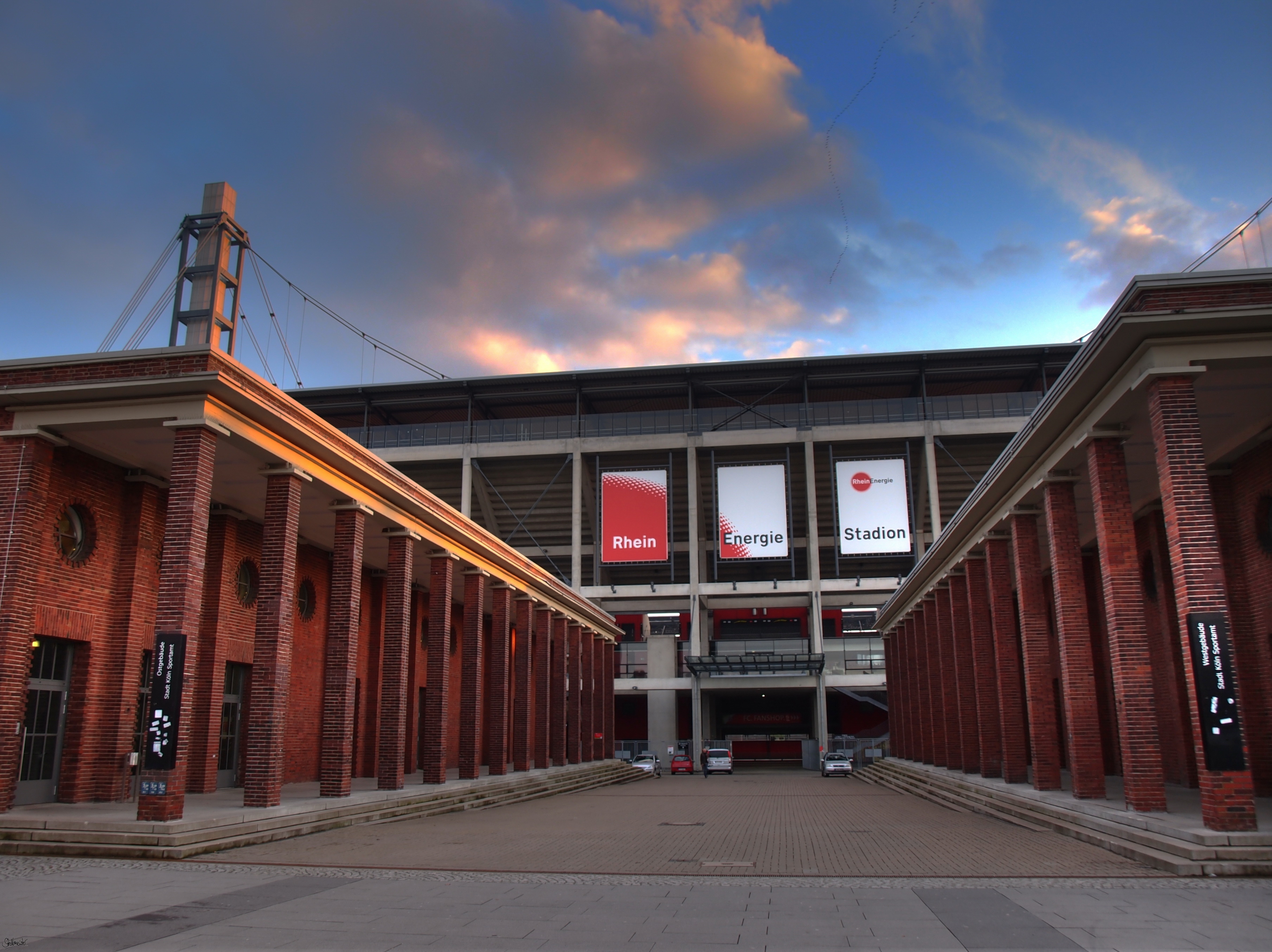
Nordseite
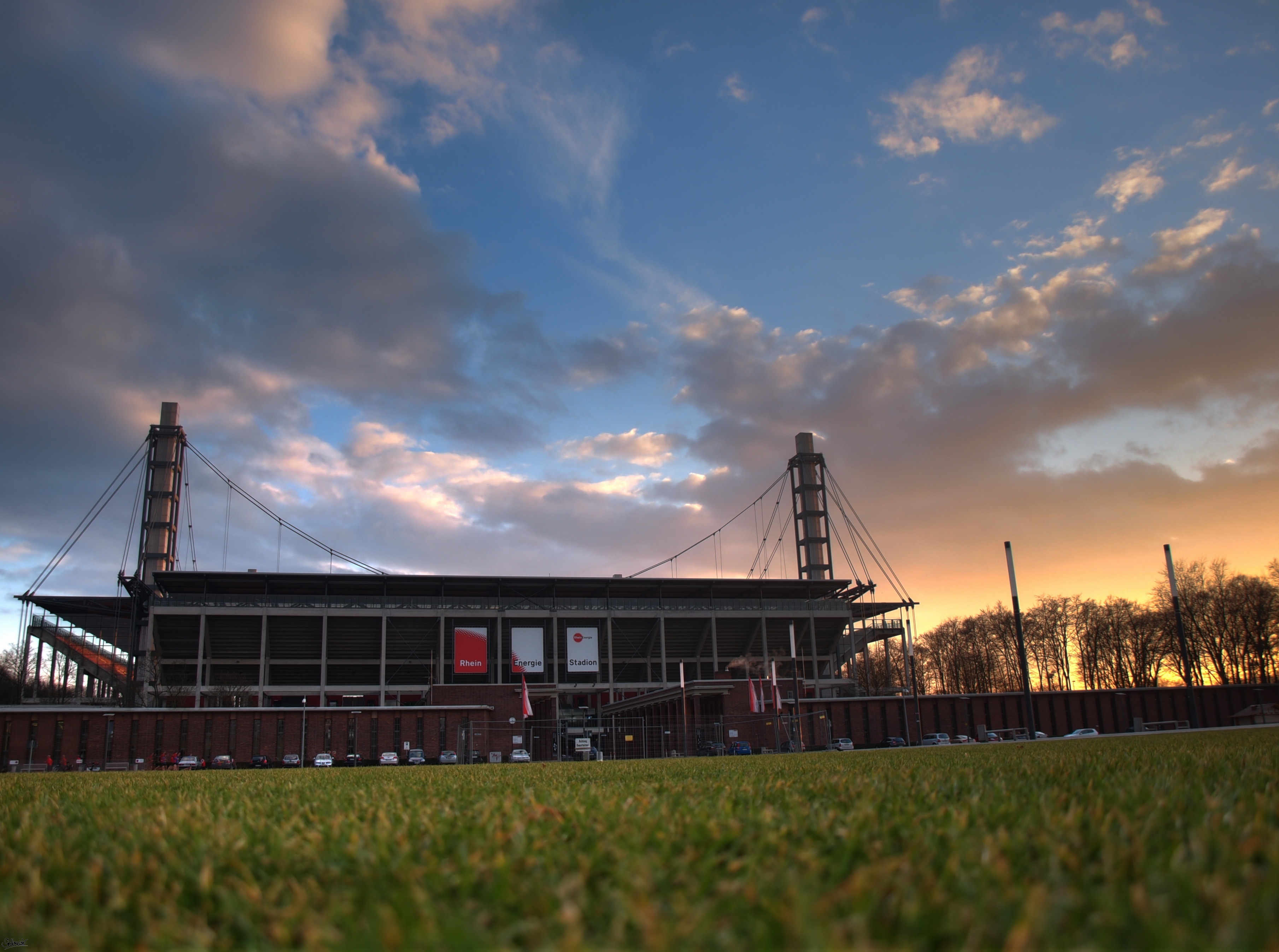
Nordseite
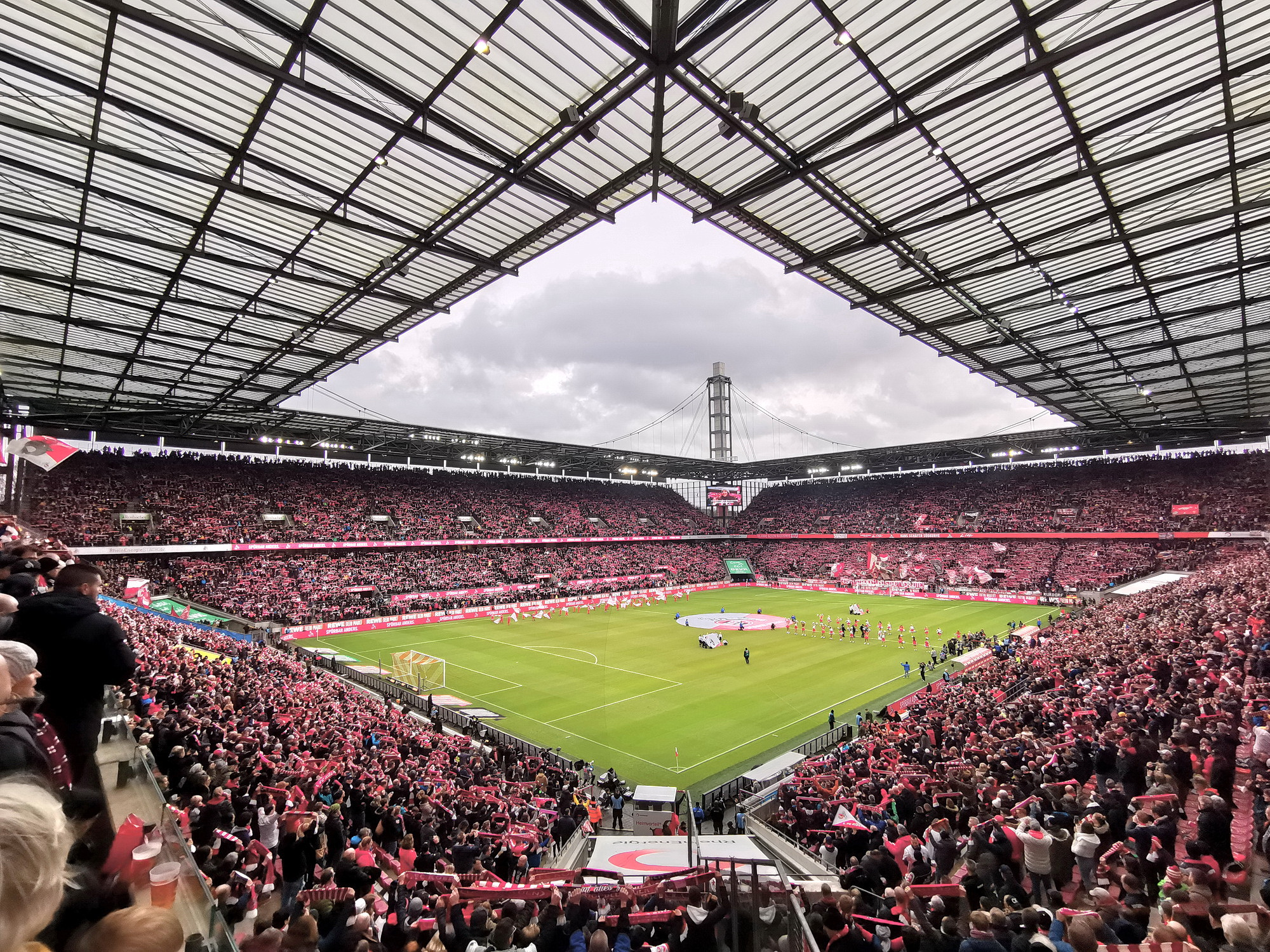
Blick von Block N11 in das Stadion beim Spiel des 1. FC gegen den SC Freiburg am 2. Februar 2020

## Trivia
- Die Kölner Zeltinger Band veröffentlichte 1981 das Lied „Müngersdorfer Stadion“. Dabei handelte es sich um eine im Kölner Dialekt gehaltene Version von „Rockaway Beach“, das im Original von den Ramones stammte. Allerdings geht es in dem Lied nicht um das Fußballstadion, sondern um einen Tag im benachbarten Freibad.[18]
- Die Südtribüne wurde zu Ehren von Hans Schäfer in Hans-Schäfer-Südkurve umbenannt und trug beim Heimspiel gegen den 1. FC Union Berlin am 14. August 2018 erstmals diesen Namen.[19]
- Seit Oktober 2014 befindet sich vor der Südtribüne ein Denkmal für Heinz Flohe, einen der erfolgreichsten Spieler des 1. FC Köln.[20]
- In der Adventszeit werden vom 1. bis zum 4. Advent alle Eckpfeiler beleuchtet, sodass das Rheinenergiestadion zu den größten Adventskränzen der Welt zählt.[21]

## Umgebung
Das Stadion befindet sich an der Aachener Straße im äußeren Kölner Grüngürtel, im so genannten Sportpark Müngersdorf. Nur 300 m westlich des Stadions befindet sich Deutschlands einzige Sportuniversität, die Deutsche Sporthochschule sowie der Olympiastützpunkt Rheinland, östlich des Stadions ist der ASV Köln (Leichtathletik) beheimatet und das Stadionbad, auf dem nördlichen Areal sind zahlreiche Hockey und Tennisplätze vorhanden und 200 m nordöstlich steht das große Radstadion. Überquert man die Aachener Straße auf die nördliche Seite des Grüngürtels, trifft man auf die Anlagen des Kölner Reit- und Fahrvereins und die Baseballfelder der Cologne Cardinals.
Rund um die große Sportanlage Müngersdorf sind zahlreiche Lokale vorhanden, manche ebenfalls mitten im Köln umschlingenden äußeren Grüngürtel, die oft vor den Spielen des 1. FC Köln besucht werden; manche Biergärten sind direkt an den Seen des Grüngürtels errichtet.
Nicht weit entfernt steht das Rhein Center (Kölns drittgrößtes Einkaufszentrum),  eins der bedeutendsten antiken Römergräber steht ebenfalls weiter westlich auf der Aachener Straße im angrenzenden Stadtteil Weiden.

### Verkehrsanbindung
Die Stadtbahnlinie 1 der Kölner Verkehrs Betriebe verkehrt an der Aachener Straße vor dem Stadion; die Haltestelle mit zehn Vorfahrgleisen hat große Kapazitäten, um die Menschenmassen bedienen zu können, in naher Umgebung befinden sich die S-Bahn-Stationen Köln-Weiden West, Köln-Müngersdorf Technologiepark und Köln-Lövenich.
Parkplätze sind rund um den Sportpark, in Entfernungen von 400 m bis 1200 m in allen Himmelsrichtungen vorhanden, die größten Parkmöglichkeiten bieten die einander liegenden Parkplätze P6, P7 und P8 an der Dürener Straße, die sich auf einem Areal von mehr als 83.000 m² erstrecken und über das Autobahnkreuz Köln West (A1 / A4)  zu erreichen sind.